# Ноћна кафана
„Ноћна кафана” је југословенски кратки ТВ кратки филм из 1967. године. Режирао га је Миленко Маричић а сценарио је написао Бенгт Брет.

## Улоге
| Глумац               | Улога |
| -------------------- | ----- |
| Душан Ђурић          |       |
| Михајло Костић Пљака |       |
| Весна Крајина        |       |
| Петар Краљ           |       |
| Јожа Рутић           |       |
| Мира Ступица         |       |
| Љуба Тадић           |       |